# Lucia Mokrášová
Lucia Mokrášová (* 27. März 1994 in Trenčín) ist eine slowakische Leichtathletin und Bobfahrerin. In der Leichtathletik hat sie sich auf den Siebenkampf und auf den Hürdenlauf spezialisiert.

## Karriere

### Leichtathletik
2011 nahm Lucia Mokrášová an den Jugendweltmeisterschaften in Lille teil. Im Siebenkampf belegte sie dort Rang 20 und schied im Hürdensprint in der Vorrunde aus. Bei den Juniorenweltmeisterschaften in Barcelona sie im Siebenkampf den sechsten Platz und bei den Junioreneuropameisterschaften 2013 in Rieti den fünften. 2015 konnte sie sich für die U23-Europameisterschaften in Tallinn qualifizieren und belegte dort den sechsten Platz. Zudem trat sie bei den Halleneuropameisterschaften in Prag über 60 Meter Hürden an und schied dort in der Vorrunde mit neuer Bestleistung aus. Bei den Europaspielen in Baku gewann sie mit der slowakischen Mannschaft die Silbermedaille.
Sie ist fünfmalige slowakische Meisterin und fünffache Hallenmeisterin.

### Bobsport
Zur Saison 2022/23 wurde Lucia Mokrášová eine Anschieberin von Viktória Čerňanská. Ihr Debüt als Anschieberin im Bobsport gab sie am 8. Januar 2023 beim Zweierbob-Wettbewerb in der Veltins-Eisarena, wo sie gemeinsam mit ihrer Pilotin den viertzehnten Platz belegten. Zwei Wochen später gingen die beiden beim Weltcup in Altenberg an den Start, wo integriert auch die auch die Bob- und Skeleton-Europameisterschaften 2023 ausgetragen wurden. Während die beiden den Wettbewerb auf der Rennschlitten- und Bobbahn Altenberg in der Weltcup-Wertung den neunten Platz belegten, erreichten sie in der Europameisterschaftswertung den fünften Platz. Am 3. und 4. Februar 2023 ging Lucia Mokrášová gemeinsam mit ihrer Pilotin Viktória Čerňanská bei der Bob- und Skeleton-Weltmeisterschaften 2023, welche auf dem Olympia Bob Run St. Moritz–Celerina ausgetragen wurde, im Zweierbob-Wettbewerb an den Start. Dabei belegten sie bei ihren WM-Debüt den 14. Platz.

## Persönliche Bestleistungen

### Freiluft
- 100 m Hürden: 13,78 s am 11. Mai 2017 in  El Paso
- Siebenkampf: 5789 Punkte am 6. Juli 2014 in  Ribeira Brava

### Halle
- 60 m Hürden: 8,48 s am 6. März 2015 in  Prag
- Fünfkampf: 4266 Punkte am 7. Februar 2015 in  Prag